# Without Me (Eminem)
"Without Me" is een single van rapper Eminem, afkomstig van zijn album The Eminem Show. De track is geschreven en geproduceerd door Eminem zelf, en is een van zijn grootste hits tot nu toe. Samen met "Lose Yourself" hoort "Without Me" tot Eminem's enige twee nummer één hits in de Nederlandse Top 40.

## Charts
| Chart                           | Hoogste positie |
| ------------------------------- | --------------- |
| Australische ARIA Single Top 50 | 1               |
| Belgische Ultratop 50           | 2               |
| Canadese Single Top 50          | 4               |
| Deense Single Top 40            | 1               |
| Duitse Single Top 100           | 1               |
| Engelse Single Top 75           | 1               |
| Europa Single Top 200           | 1               |
| Finse Single Top 20             | 2               |
| Franse Single Top 100           | 3               |
| Ierse Single Top 50             | 1               |
| Italiaanse Single Top 50        | 2               |
| Nederlandse Top 40              | 1               |
| Nieuw-Zeeland Single Top 40     | 1               |
| Noorse Single Top 20            | 1               |
| Oostenrijkse Single Top 75      | 1               |
| United World Chart              | 1               |
| VS Billboard Hot 100            | 2               |
| Zweedse Single Top 60           | 1               |
| Zwitserse Single Top 100        | 1               |

## NPO Radio 2 Top 2000
| Nummer met noteringen in de NPO Radio 2 Top 2000 | '16  | '17  | '18 | '19 | '20 | '21 | '22 | '23 | '24 |
| ------------------------------------------------ | ---- | ---- | --- | --- | --- | --- | --- | --- | --- |
| Without Me                                       | 1717 | 1445 | 837 | 933 | 882 | 799 | 548 | 493 | 536 |

1. ↑  Een vetgedrukt getal geeft de hoogste notering aan.
2. ↑  2016 was het eerste jaar met een notering voor dit nummer.